# Yakuza Girl
Yakuza Girl (ヤクザガール ～ブレイド仕掛けの花嫁～, Yakuza Girl - Blade Shikake no Hanayome) est un shōnen créé par Masaki Motonaga en 2008 et décliné en 11 chapitres, dont deux tomes  diffusés en France par Soleil Manga.

## Synopsis
Senguu Fumihiro est un jeune garçon, qui n'a qu'une idée en tête : trouver la meilleure future épouse possible. Tout ceci afin de combler de bonheur une grand-mère souffrante. Il décide donc de quitter son village natal afin d'entrer dans la prestigieuse académie Daihon, qui forme l'élite des élites du pays. Bien que les élèves de l'académie lui paraisse un peu étrange au premier abord, il ne tarde pas à rencontrer « l'élue de son cœur », une jeune fille au regard sauvage et portant un katana. Malheureusement, ses sentiments ne sont pas réciproques et il manque de peu de se faire assassiner par celle qu'il vient de demander en mariage. Et comme si ça ne suffisait pas, il doit à présent défendre sa vie au milieu d'une école transformée en véritable champ de bataille, où seul le clan d'élèves le plus fort à le droit de survivre. Recruté malgré lui dans l'un de ces clans, il doit maintenant confier sa vie à une Yakuza qui ne le défend qu'à contre-cœur... Réussira-t-il à faire chavirer son cœur, à survivre dans cette école ? En plus de cela il semblerait finalement que Senguu ne soit pas totalement dénuée de pouvoir.